# A Kangaroo-sziget élővilága

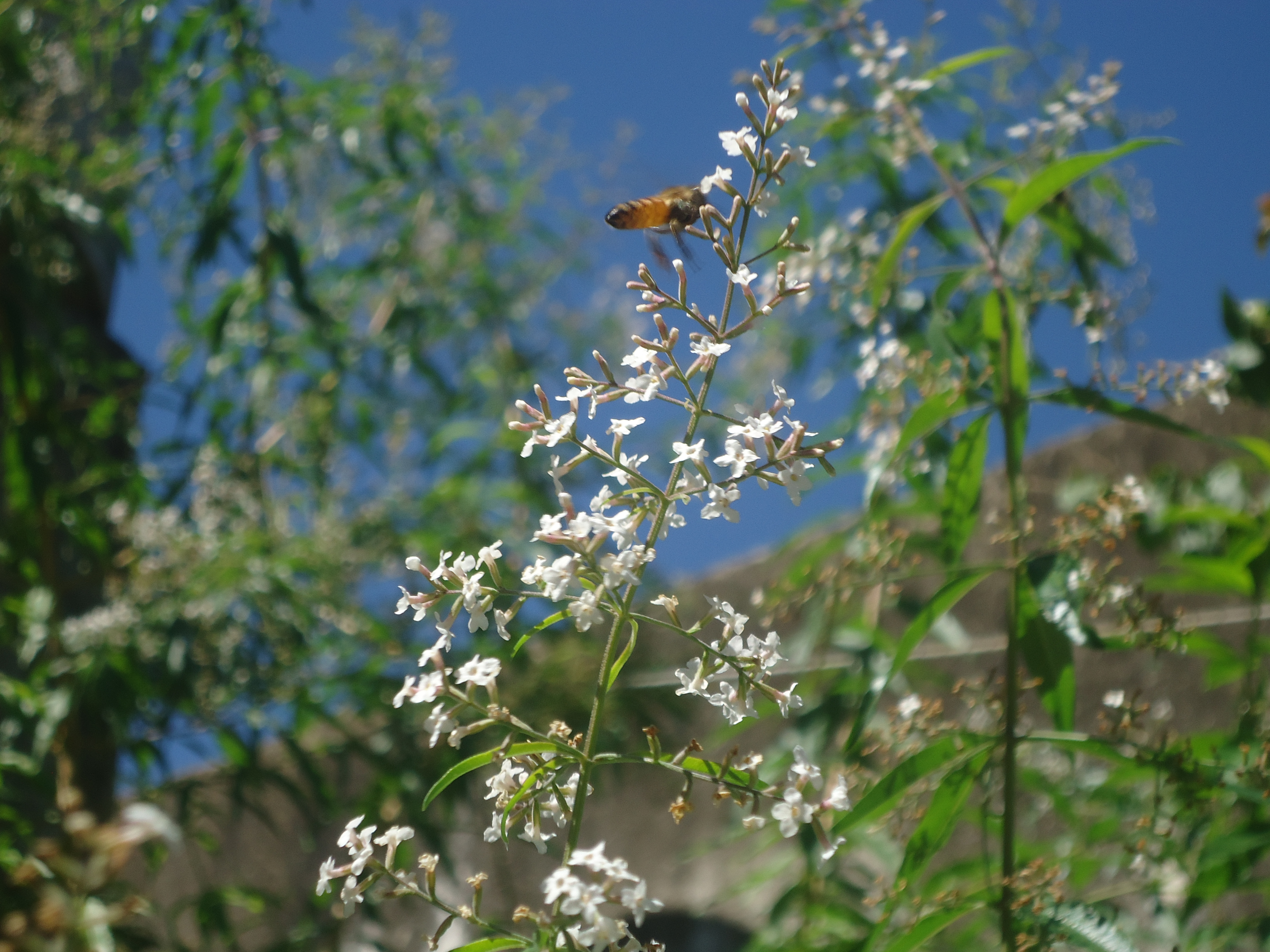
Liguriai méh nektárt gyűjt

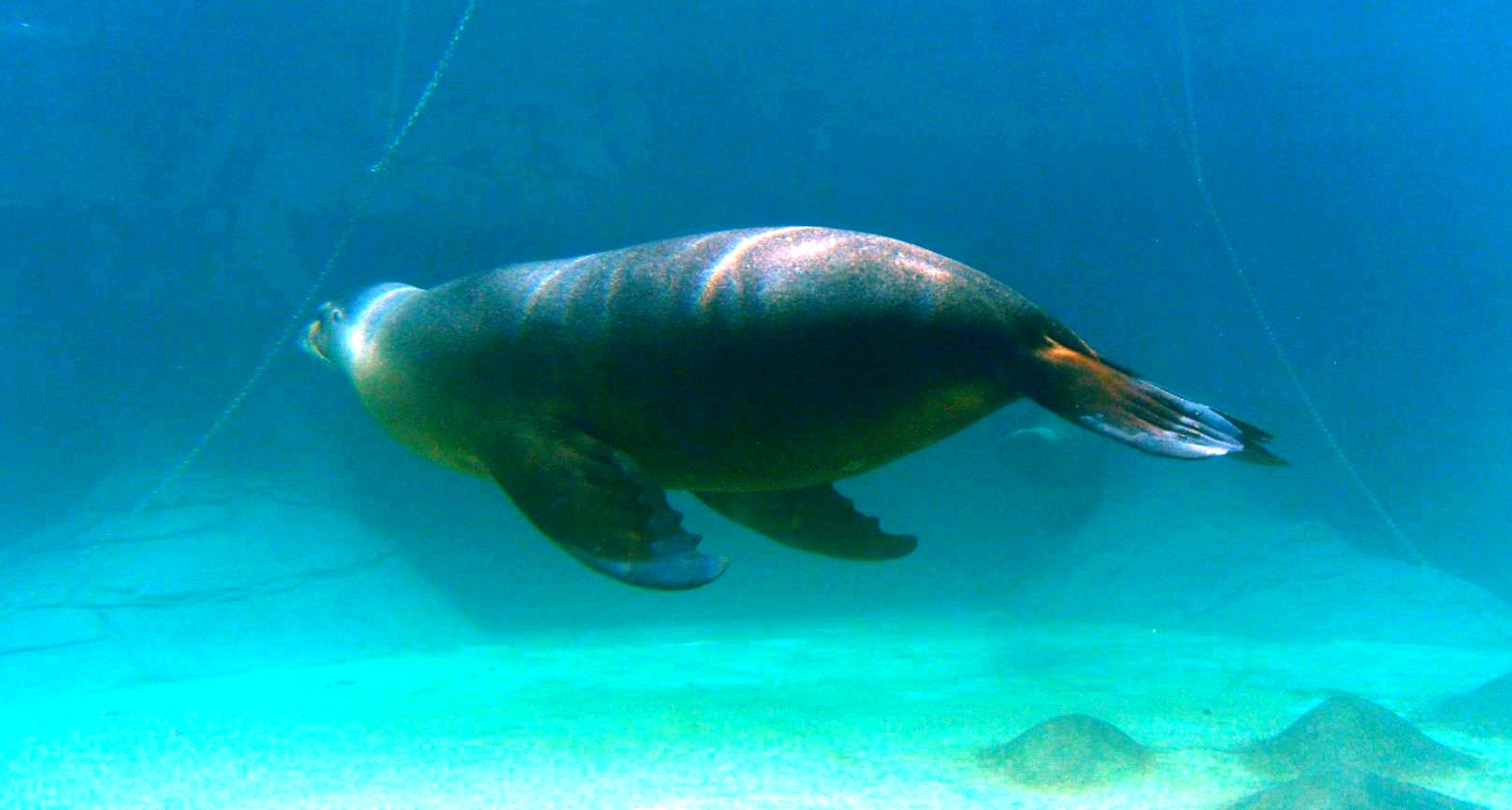
Ausztrál medvefóka (Arctocephalus pusillus doriferus)

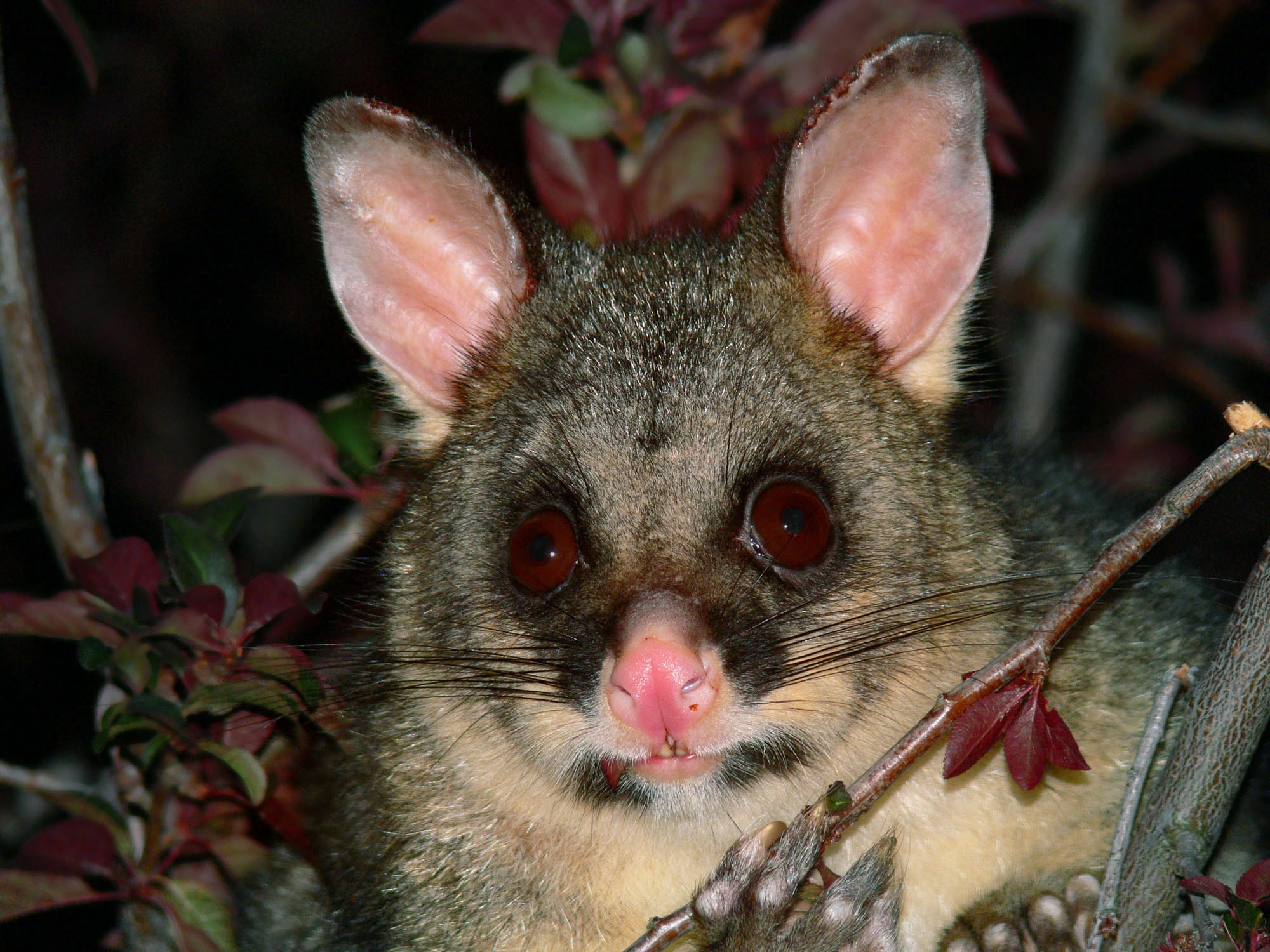
Közönséges rókakuzu (Trichosurus vulpecula)

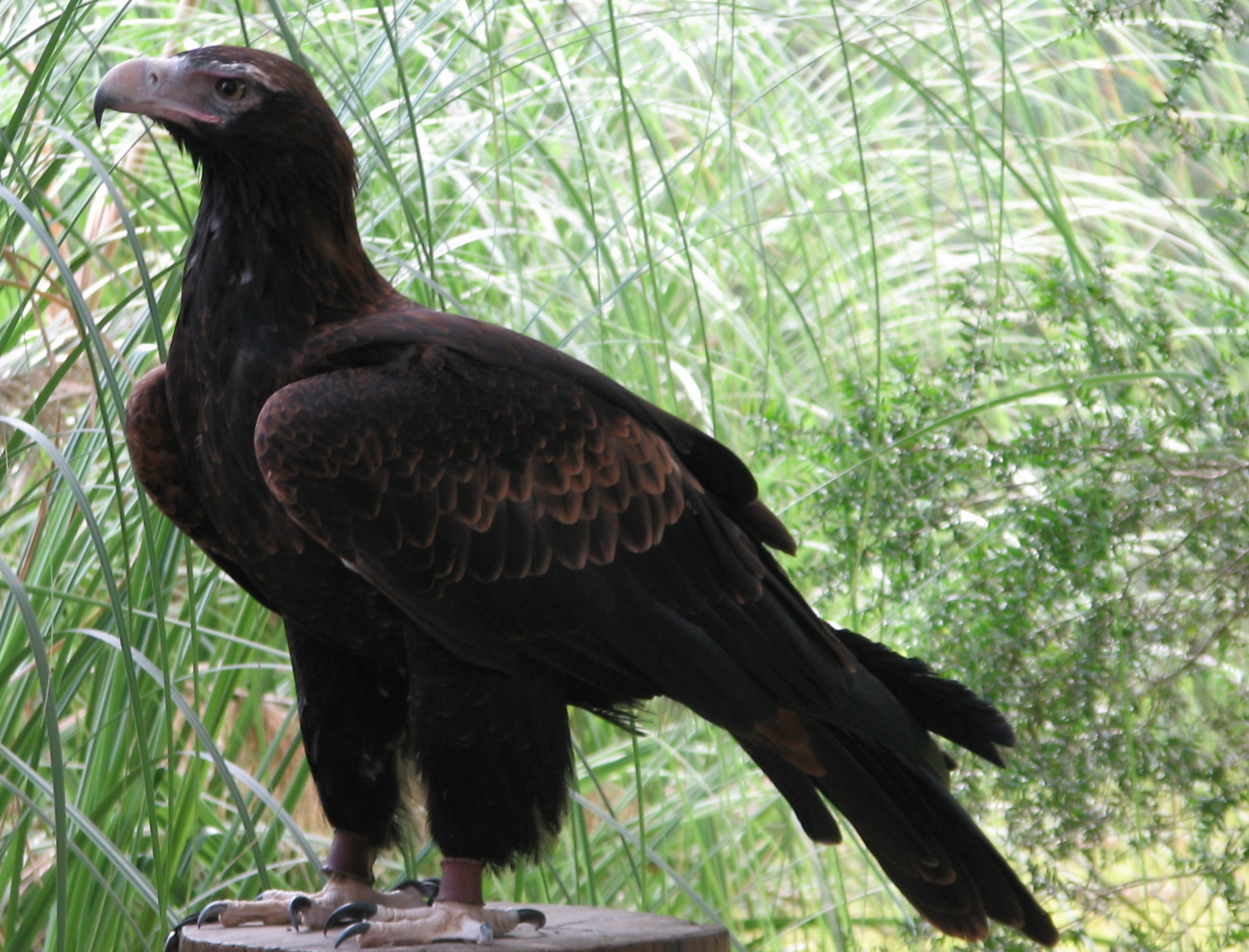
Ékfarkú sas (Aquila audax)

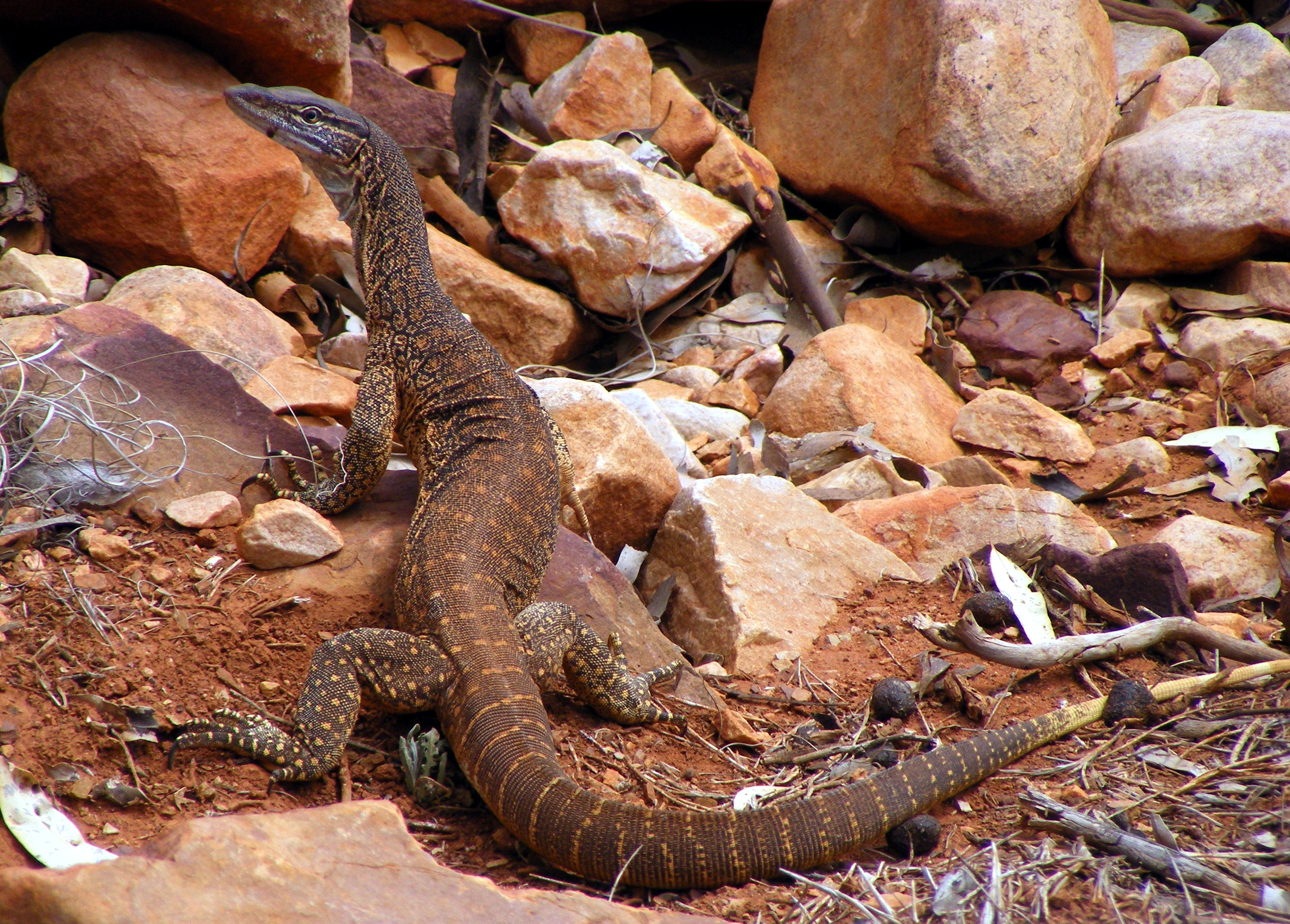
Homoki varánusz (Varanus gouldii)

A szigeten 891 bennszülött növényfajt írtak le; közülük 46 endemikus. További, mintegy 250 fajt a világ különböző részeiről telepítettek be — egyebek közt olyan haszonnövényeket, mint az árpa vagy a szőlő.

## Ízeltlábúak
A Kangaroo-sziget rovarvilága meglehetősen gazdag, ám — amint ez szigeteknél nem ritka — kiegyensúlyozatlan: egyes taxonok nagy bőségben fordulnak elő, míg mások teljesen hiányoznak. Jó példa erre a méheké.
A 19. század második felében tűnt fel néhány méhésznek, hogy a szigeten egyáltalán nem éltek házi méhek. Úgy vélték, ez nagyszerű lehetőség házi méhek fajtatiszta tenyészetének előállítására, ezért 1884-ben Dél-Ausztrália kereskedelmi kamarája hatalmas tenyészetet hozott itt létre itáliai (liguriai) méhekből (Apis mellifera ligustica), és egyúttal — a fajták kereszteződését elkerülendő — megtiltotta minden más méhfajta bevitelét. A vállalkozás nem volt gazdaságos, és a kamara előbb-utóbb felhagyott vele. A méhek szétszéledtek, a tenyészet ügye feledésbe merült egészen 1939-ig, amikor is két méhésznek feltűnt, hogy a szigeten vadon élő házi méhek mind tiszta itáliai fajtájúak. A kormányzat ezután összegyűjtette a méhrajokat, és újra hatalmas tenyészeteket alakított ki. A fajtiszta méhanyákat (néhány dolgozóval) kicsiny dobozokban exportálják szerte a világba.
A lakosok egyik fő megélhetési forrása a rákhalászat..

## Emlősök
A partvidéket két fókafaj látogatja:
- ausztrál medvefóka (Arctocephalus pusillus doriferus, régebben Gypsophoca dorifera)
- fehér fejű medvefóka (Neophoca cinerea) — ezt ugyancsak  Péron írta le, másfél évtizeddel később.

A közönséges rókakuzu (Trichosurus vulpecula) az ausztráliai faunaterületen általános. Az ausztrálok „sertefarkú oposszumnak” (brush-tailed opossum) hívják. Magyar neve rókára utal, de ez csak valamelyes külső hasonlóságot jelez: a rókakuzu kis termetű, fán élő kenguruféle.
Betelepített fajok:
- koala (Phascolarctos cinereus) — 1924-ben. Az első hét évben tágas, dróthálóval körülvett kifutóban tartották őket, de ott láthatóan rosszul érezték magukat. Ezután szabadon engedték őket, és a koalák gyorsan szaporodni kezdtek.
- gyűrűs farkú erszényes (Pseudocheirus peregrinus) 15 példányát 1926-ban bocsátották szabadon; ezután apránként elszaporodott.
- a juhokat (Ovis aries) még az első telepesek honosították meg a 19. század elején — eleinte mérsékelt sikerrel. A parti láz okainak megszüntetése óta a juhtenyésztés szépen jövedelmez.

## Madarak
A kenguru-szigeti emu (Dromaius baudinianus) 1827-ben halt ki; kihalásának oka a vadászat és élőhelyének felégetése volt. Helyére az 1960-as évektől a kontinensről telepítettek emukat (Dromaius novaehollandiae).
Mivel az ausztráliai faunabirodalomban nem élnek keselyűk, a dögevő madarak szerepét az ékfarkú sasok (Aquila audax, Uroaetus audax) látják el.
A sziklás partokon tömegesen fészkel a legkisebb testű pingvinfaj, a törpe pingvin (Eudyptula minor)

## Kétéltűek és hüllők
- homoki varánusz (Gould-varánusz, Varanus gouldii)
- felföldi bronzkígyó (rézfejű kígyó, Austrelaps ramsayi)